# Premi Wolf
El Premi Wolf ha estat lliurat anualment des de 1978 a científics i artistes vius "pels seus assoliments en interès de la humanitat i de les relacions fraternals entre els pobles (...) sense distingir nacionalitat, ètnia, color, religió, sexe o tendències polítiques". El premi es lliura a Israel per la Fundació Wolf, fundada pel Dr. Ricardo Wolf, un inventor alemany i antic ambaixador plenipoteciari de Cuba a Israel.

## Premis
S'atorguen en sis camps: Premi Wolf en Agricultura, Premi Wolf en Química, Premi Wolf en Matemàtiques, Premi Wolf en Medicina, Premi Wolf en Física, i un Premi de la Fundació Wolf de les Arts que roda anualment entre arquitectura, música, pintura i escultura. Cada premi consisteix en un diploma i $100,000 dòlars.
Els premis Wolf atorgats en matemàtica, física o química són sovint considerats els més prestigiosos premis en aquests camps després del Premi Nobel o la Medalla Fields. El premi de Medicina és el tercer més prestigiós, després del Premi Nobel i el Premi Lasker. El Premi Wolf en matemàtiques és especialment prestigiós a causa de l'absència de premis Nobel en aquesta disciplina.